# Napajedla
Napajedla (německy Napajedl) jsou město na východě České republiky v okrese Zlín ve Zlínském kraji. Od krajského a statutárního města Zlín jsou vzdáleny třináct kilometrů jihozápadním směrem. Leží na hranici Hornomoravského a Dolnomoravského úvalu a na řece Morava. Údolím řeky Moravy procházela obchodní stezka, což umožnilo vznik trvalého osídlení. Žije zde přibližně 7 000 obyvatel.

## Název
Název města je množné číslo obecného napajedlo – „místo sloužící k napájení (zvířat)“. Název je dokladem existence středověké (dálkové) cesty.

## Historie
První písemná zpráva o městě pochází z roku 1366, kdy byla zeměpanským majetkem. Roku 1371 město spolu s hradem a vybíraným mýtem odkázal moravský markrabě Jan Jindřich svému synu Prokopovi. Dalším majitelem se stal moravský markrabě Jošt, jenž roku 1386 dal Napajedla spolu se zdejší tvrzí a mýtem lenní formou šlechtici Heraltovi z Kunštátu.
Roku 1421 získali obyvatelé města od panovníka Zikmunda Lucemburského svolení, aby mohli získávat dřevo z lesů v okolí Hříběce a Luže. Za husitských válek bylo město roku 1427 dobyto. O třicet let později (1457) udělil král Ladislav Pohrobek Napajedlům odúmrť. K roku 1446 měl sídlo v zástavě Dobeš z Tvorkova a roku 1459 nechal panovník Jiří z Poděbrad Napajedla včetně tvrze zapsat jako majetek Jana Svojše ze Zahrádky. Následně se majiteli stali Václav Šturm a Diviš ze Zahrádky, kteří roku 1489 umožnili místním zakládat sady.
V průběhu česko-uherských válek obsadila roku 1469 Napajedla uherská vojska. Po bojích roku 1496 potvrdil panovník Vladislav Jagellonský předchozí privilegia, zmírnil podmínky roboty a roku 1500 souhlasil se zastavením sídla Přibíku Svojšovi ze Zahrádky. O jedenáct let později (1511) potvrdil Vladislav Jagellonský udělení Napajedel formou allodia šlechtici Arklebu Trnavskému z Boskovic. Následně majitelem byl Václav ze Žerotína, jenž měl za manželku Annu ze Zahrádky a který roku 1527 udělil obyvatelům právo na šenkování vína. Po něm Napajedla vlastnili jeho synové Pavel, Jan a Václav ze Žerotína, kteří nechali nad napajedelským mlýnem vytvořit nový stav. Poté patřilo panství Bedřichovi ze Žerotína, jenž roku 1570 a 1573 obdařil Napajedelské výsadami a poté je přenechal svému bratrovi Janu Jetřichovi staršímu ze Žerotína. Nový majitel v roce 1580 potvrdil místním obyvatelům dříve nabytá privilegia.
Dalšími známými majiteli se stal Zdeněk z Vartenberka, jenž z Napajedel vypudil místní bratrské kněze, a po něm Jan z Vartenberka, který roku 1599 odkázal majetek svému příbuznému Vilémovi z Roupova. Nový vlastník pak roku 1602 nebo 1603 prodal Napajedla manželům Václavu Molovi z Modřelic a Aurélii Rubigalovně z Karlsdorfu a za jejich správy panovník Rudolf II. potvrdil městu roku 1603 dosavadní privilegia. V roce 1611 měnily Napajedla svého majitele, když je Václav Mol prodal Janu Jakubovi z Rottalu. Po jeho smrti (1624) přešel majetek na syna Jana z Rottalu, který Napajedla odkázal svému příbuznému Juliu Vilémovi z Rottalu a ten roku 1691 zas svému synovi Františku Vilémovi Helfriedovi z Rottalu. Za jeho vlastnictví se roku 1701 stanovily hranice mezi místním panstvím a velehradským.
Roku 1711 byli vlastníkem Napajedel Anna Markéta rozená Helfriedová spolu s Adamem Jáchymem z Rottalu, sirotkem po Františku Vilémovi Helfriedovi. V té době (1733) potvrdil panovník Karel VI. napajedlům právo pořádat čtyři jarmarky. Po Adamově úmrtí (27. září 1746) získal Napajedla dědictvím Leopold z Rottalu a po něm roku 1750 jeho synovec Leopold z Rottalu, po kterém je zdědil František Antonín z Rottalu. Jeho dcera Marie Anna z Ditrichštejna podědila roku 1763 panství po svém otci. Roku 1772 postihl Napajedla požár. Téhož roku navíc Marie Anna zemřela a Napajedla získala Terezie Monte l'Abbate, která je následně roku 1824 odkázala své neteři Františce ze Stockau. Poté se majitelem roku 1835 stal hrabě Georg Adolf von Stockau a následně Friedrich von Stockau. Když zemřel, podělily se o napajedelské panství rovným dílem Pavla z Esterházy a Maria Theresia von Stockau. Pavlinu část odkoupil roku 1886 manžel Marie Theresie Aristides Baltazzi a po jeho smrti (1914) se Marie Theresie stala majitelkou celého panství.
Císařským rozhodnutím ze dne 13. listopadu 1898 byla obec povýšena na město. Městská práva, včetně znaku, obdržela Napajedla privilegiem Františka Josefa I. vydaným 14. listopadu 1899. Napsáno bylo na pergamenu z oslí kůže.
Napajedla náležela díky své strategické poloze ke starobylým dědičným panovnickým majetkům a později byla lákavým zástavním panstvím. Dlouhodobě se ujali vlády nad územím Žerotínové. Výraznou stopu v historii panství zanechal rod Rottalů, který je několikanásobně zvětšil. Erbovní znak Rottalů zdobí vstupní brány do kostela sv. Bartoloměje i napajedelského zámku.

## Minerální voda a lázně

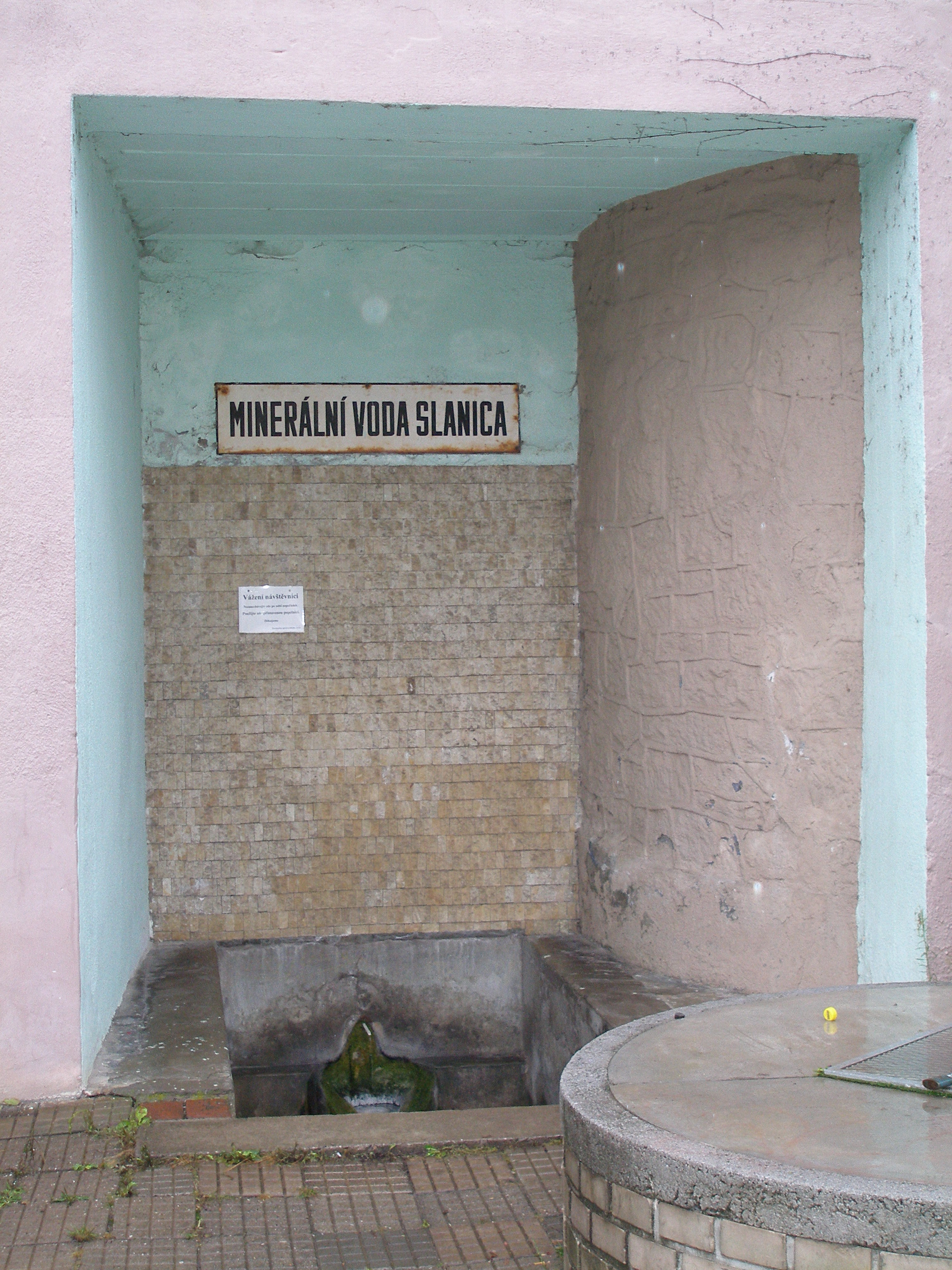
Minerální voda (2006)

Ve městě je pramen minerální vody a nacházely se tu také lázně. Léčivá voda je sirovodíkový alkalicko-muriatický pramen nazývaný „Slanica“. Prvně je písemně zmiňován k roku 1787. Místní kuchařky vodu z pramene využívaly při zadělávání chleba. Roku 1913 využívaly minerální vodu z pramene skromné lázně, ve kterých se podle zpráv z roku 1920 léčil revmatismus, ekzémy a záněty sliznic. Podle záznamů pocházejících z roku 1949 se při léčebné kúře aplikovaly koupele, vodoléčba, elektroléčba a pitná léčba vody z pramene. Krátce po roce 1949 ale lázně zanikly. Pramen „Slanica“, jehož vydatnost ovšem v průběhu 20. a 21. století snížily překopy v jeho okolí, vytéká u domu číslo popisné 772. Z objektu bývalých lázní je hostinec.

## Obyvatelstvo
| Rok            | 1869  | 1880  | 1890  | 1900  | 1910  | 1921  | 1930  | 1950  | 1961  | 1970  | 1980  | 1991  | 2001  | 2011  | 2021  |
| -------------- | ----- | ----- | ----- | ----- | ----- | ----- | ----- | ----- | ----- | ----- | ----- | ----- | ----- | ----- | ----- |
| Počet obyvatel | 3 041 | 3 404 | 3 601 | 3 769 | 3 793 | 3 600 | 3 922 | 4 848 | 5 463 | 5 790 | 7 747 | 7 784 | 7 607 | 7 246 | 6 928 |
| Počet domů     | 522   | 586   | 610   | 618   | 670   | 687   | 779   | 996   | 1 048 | 1 125 | 1 168 | 1 331 | 1 310 | 1 369 | 1 404 |

### Náboženský život
Mezi roky 1537 a 1600 byl v Napajedlích bratrský sbor, který k roku 1581 vedl Jakub Bílek a před rokem 1594 Zachariáš Ariston. V roce 1592 patřila zdejší fara luterské církvi. Roku 1624 působili na území napajedelského panství kazatelé. V letech 1647 až 1650 na napajedelsku misionářsky působili členové jezuitského řádu z Uherského Hradiště.
Fara zanikla za třicetileté války (1618–1648), ale roku 1686 byla obnovena.

## Městské symboly
Znak města je historický, vlajka byla městu udělena rozhodnutím předsedy Poslanecké sněmovny Parlamentu České republiky dne 20. ledna 2005.

## Hospodářství

### Průmysl
Roku 1837 byl v Napajedlech založen cukrovar.
V Napajedlích sídlí podnik Fatra, výrobce plastických hmot.

## Doprava
Napajedly prochází silnice I/55.

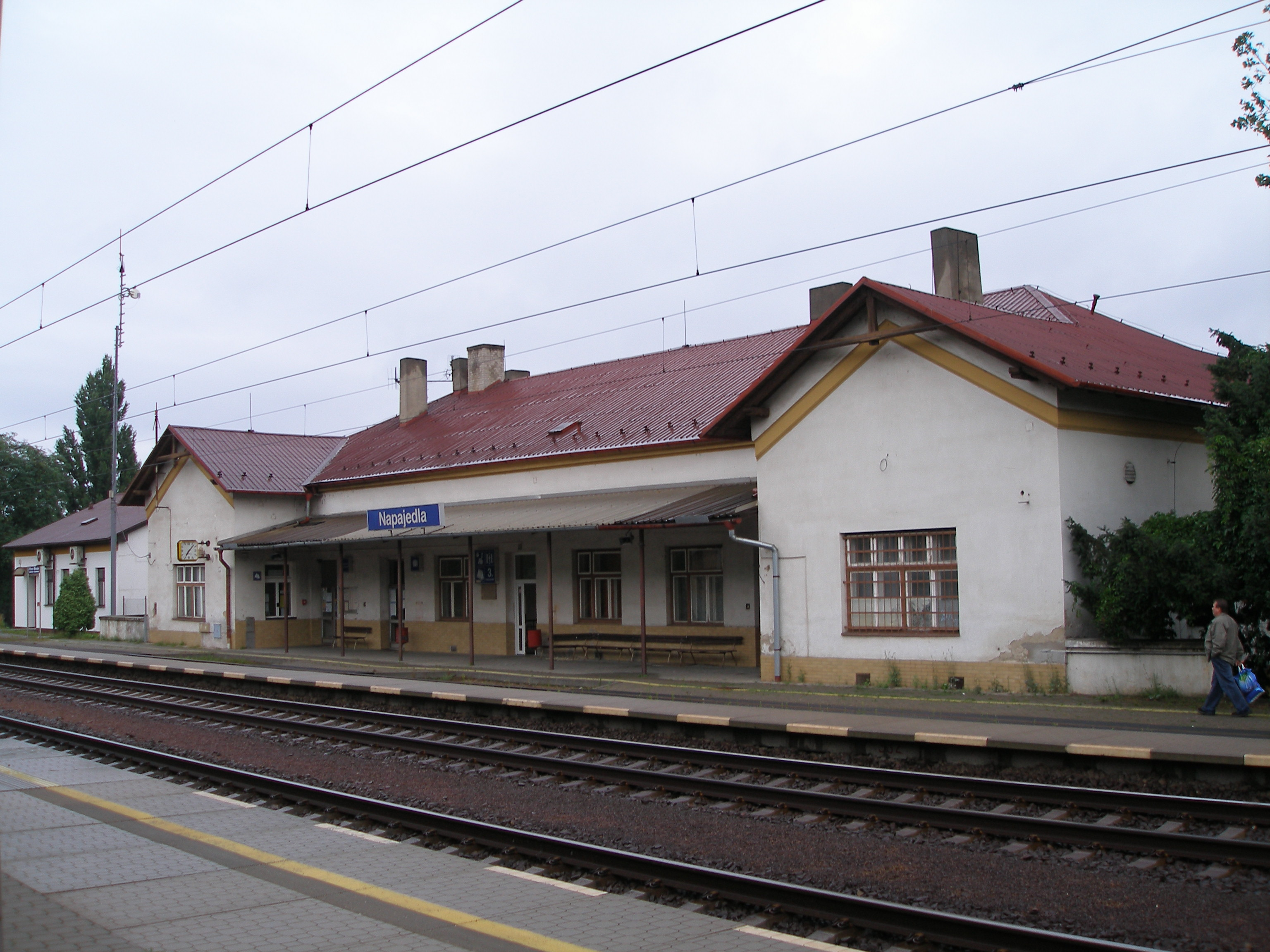
Vlakové nádraží

Napajedly projíždí a zastavují autobusy ČSAD Uherské Hradiště, Arriva Morava a Z-Group bus zapojeny v systému IDZK, spojující města Otrokovice a Zlín s obcemi v okolí Napajedel. Napajedla leží na trasách páteřních linek Zlín- Uherské Hradiště (-Brno). Městem projíždí také okružní linka ze sousedních Otrokovic, jež zajišťuje přepravu o víkendech a v okrajových částech dne. 
Železniční dopravu zde zařizují České dráhy se spoji z Přerova do Břeclavi a zpět. Vlakové nádraží je vzdáleno dva kilometry od centra města.
V 17. a 18. století byly Napajedla nejvýše položeným městem, odkud byla řeka Morava splouvána.
Od 4. března 2024 je uzavřený tzv. Fatrovský most přes řeku Moravu z důvodu nutné opravy. Veškerá doprava je vedena po ulici Třída Tomáše Bati, dále ke kruhovému objezdu ulicí Kvítkovická ve směru na Otrokovice, dále po ulici Dr. Beneše k benzínce MOL, dále po ulici Zábraní po křižovatku u prodejny Lidl, dále po ulici Palackého a Masarykovo náměstí ke křižovatce u mostu přes řeku Moravu. Zavedena kyvadlová autobusová doprava na nové lince 475 Napajedla autobusové nádraží (u Fatry) - Napajedla hospodářská škola. Autobusy na linkách 170, 175 a 995 nebudou obsluhovat zastávky Napajedla Dr. Beneše, Napajedla Chmelnice a Napajedla spořitelna. Na linkách 165, 471 a 472 budou obsluhovat výše uvedené zastávky pouze vybrané spoje. Autobusy na linkách 185, 473 a 474 pojedou po své trase bez obsluhy zastávky Napajedla autobusová stanice. Autobusy na linkách 473 a 474 ve směru Pohořelice se zajížďkou k zastávce Napajedla autobusová stanice budou zajíždět i s nástupem a výstupem cestujících na zastávky Napajedla závod Slavia a Napajedla hospodářská škola. Na všech dotčených linkách jsou zavedeny výlukové jízdní řády. Oprava mostu potrvá cca do podzimu roku 2025.

## Společnost

### Školství
V Napajedlích se nachází mateřská škola, 2 základní školy: 1. základní škola a 2. základní škola a dům dětí a mládeže Matýsek, který sídlí v budově 1. základní školy. Ve městě je také základní umělecká škola pojmenovaná po slavném rodákovi z Napajedel, klavíristovi Rudolfu Firkušném, v budově školy se nachází klášterní kaple, ve které se konají kulturní a hudební představení.
Všechny organizace se nachází na ulici Komenského, poblíž centra města.

## Pamětihodnosti
- Kostel svatého Bartoloměje z let 1710–1712
- Zámek, pozdněbarokní zámek z let 1764–1769 od architekta Františka Antonína Grimma
- Radnice, novorenesanční stavba z let 1903–1904 od architekta Dominika Feye

## Hřebčín
Město je známé také díky svému hřebčínu (založenému v roce 1886), ve kterém se chovají dostihoví koně, především anglický plnokrevník. V roce 2023 byl provoz hřebčína ukončen.

## Zajímavost
Napajedla se nacházejí jako jediné město v Česku na území čtyř geomorfologických oblastí, v západní části to jsou Středomoravské Karpaty (celek Chřiby), ze severu sem zasahují Západní Vněkarpatské sníženiny (celek Hornomoravský úval), z východu Slovensko-moravské Karpaty (celek Vizovická vrchovina) a do jižní části města zasahuje Jihomoravská pánev (celek Dolnomoravský úval).
V Napajedlích se také setkávají tři národopisné celky – Slovácko, Valašsko a Haná. Jejich „rozcestník“, který dříve stával v zámeckém parku, se nachází před budovou kina.

## Osobnosti
- Vincenc Prasek (1843–1912), historik, jazykovědec a slezský národní buditel
- Aristides Baltazzi (1853–1914), dostihový jezdec a chovatel koní
- Božena Benešová (1873–1936), básnířka a spisovatelka
- Emanuel Weidenhoffer (1874–1939), rakouský politik, meziválečný ministr financí
- Josef Šnejdárek (1875–1945), velitel afrických střelců a československých legií
- Antonín Šebestík (též M. Vladimírský) (1882–1956), hudební skladatel, pedagog a dirigent
- Rudolf Firkušný (1912–1994), klavírista
- Anna Marie Zelíková (1924–1941), služebnice Boží
- Jaroslav Petřík (1941–1990), dramaturg a scenárista
- Josef Bulva (* 1943), klavírista
- Adam Rucki (1951–2020), katolický kněz a politický vězeň. V letech 1989 až 1995 farář v Napajedlích. V letech 1995 až 2005 spirituál Arcibiskupského kněžského semináře v Olomouci.
- Libuše Rudinská (* 1974), fotografka, filmová dokumentaristka
- Antonín Samsonek (1943–2014), fotbalista a trenér
- Ladislav Večeřa (1929–1977), herec
- Slávek Horák (* 1975), filmový režisér[16]
- Jaroslav Novák (* ?–1968), byl jednou z úplně prvních obětí vojsk zemí Varšavské smlouvy po vpádu do Československa 21. srpna 1968[zdroj?]

## Partnerské obce
- Borský Mikuláš, Slovensko
- Kľak, Slovensko
- Ostrý Grúň, Slovensko

## Fotogalerie

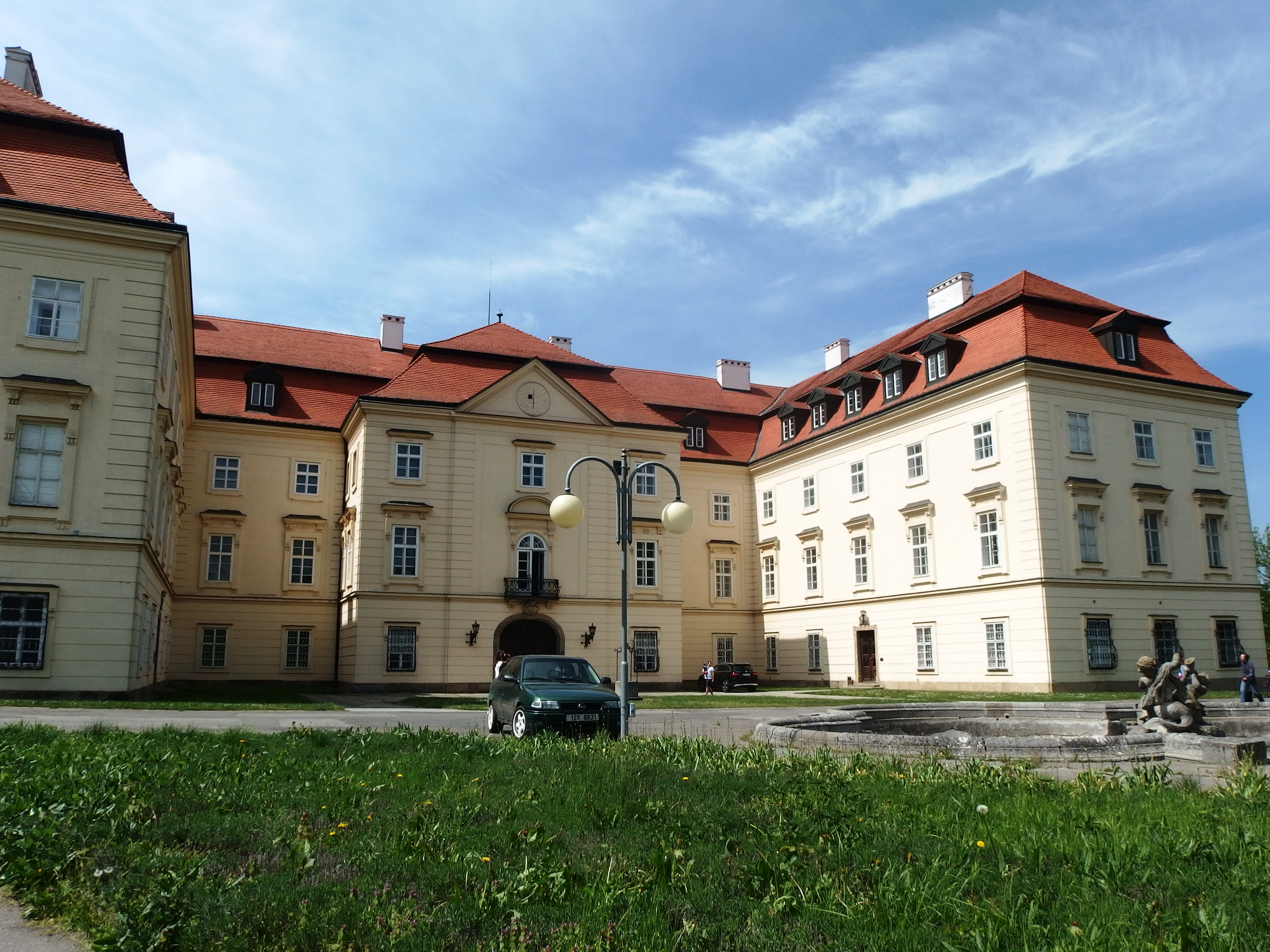
Zámek
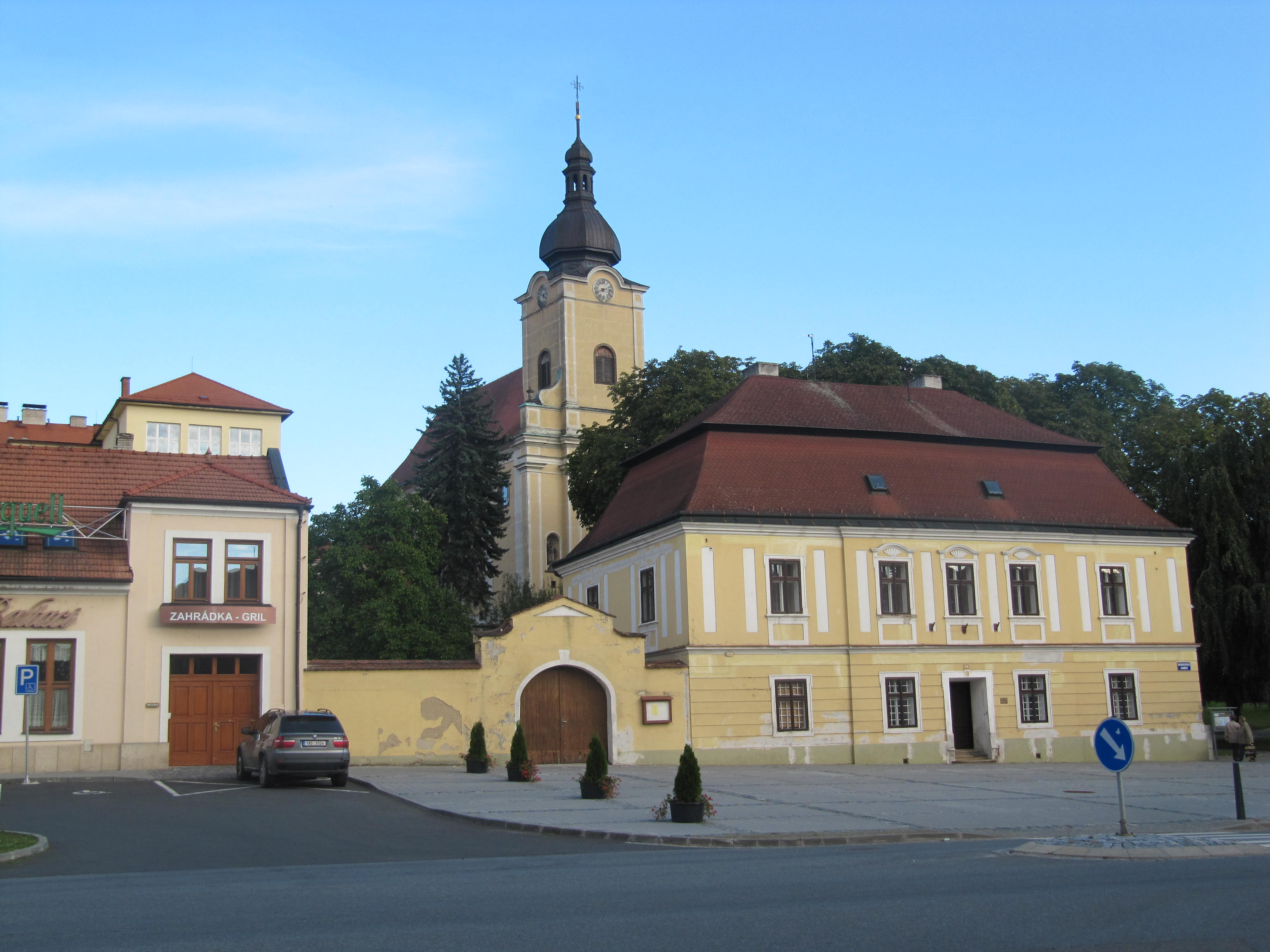
Fara a kostel svatého Bartoloměje
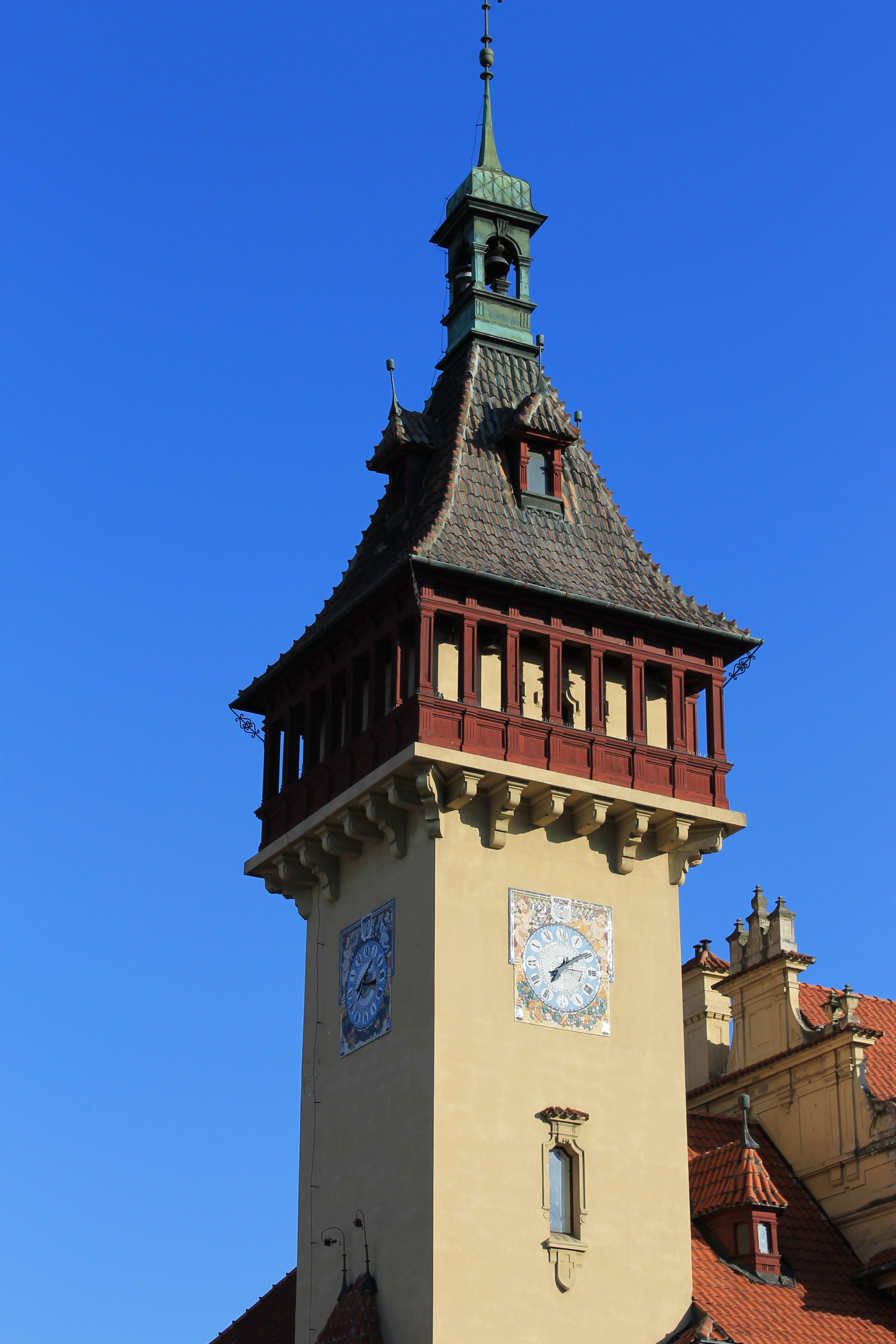
Radnice
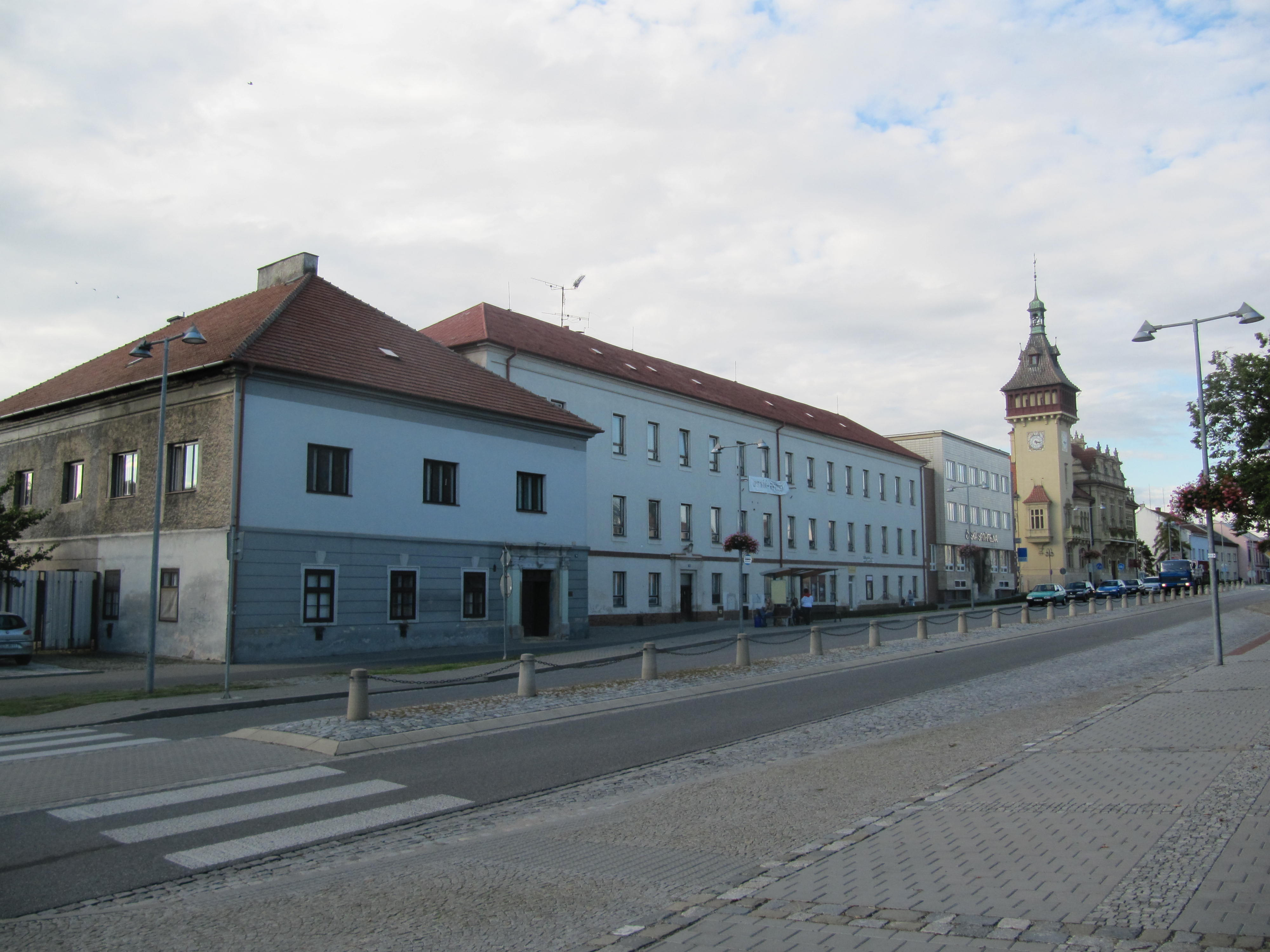
Náměstí s bývalým starým zámkem, spořitelnou a radnicí
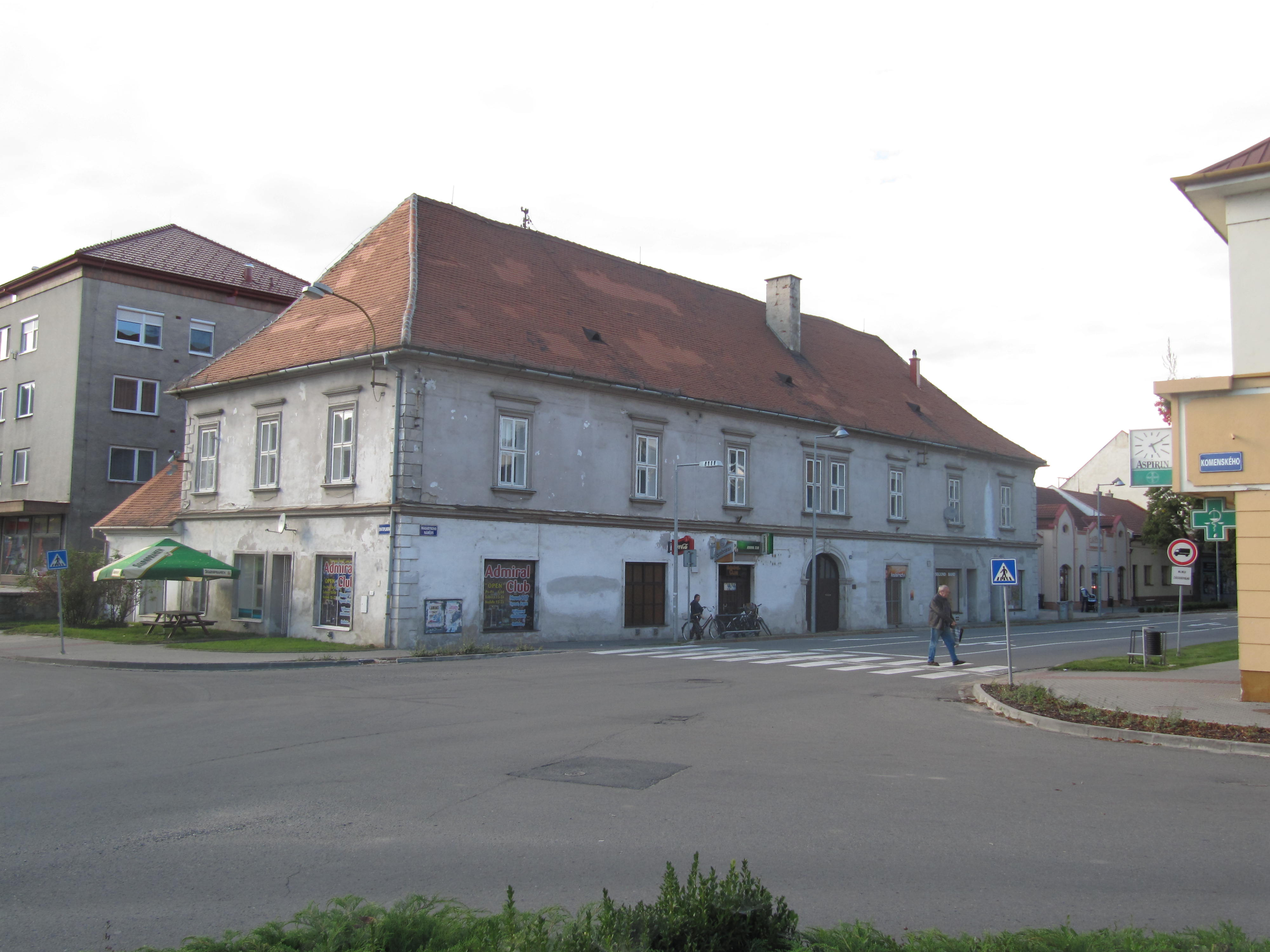
Hlavní křižovatka s bývalým Panským domem
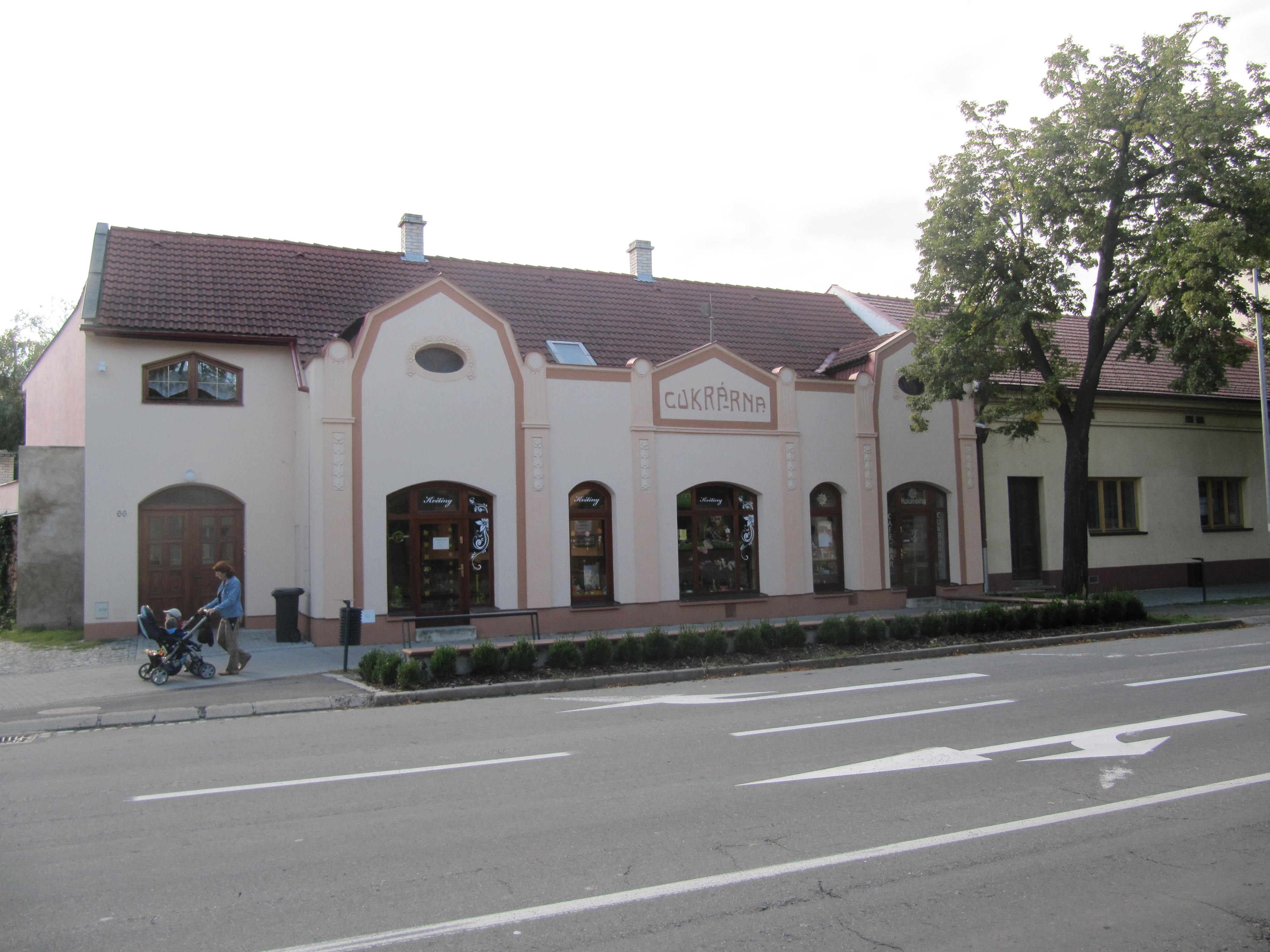
Secesní budova cukrárny
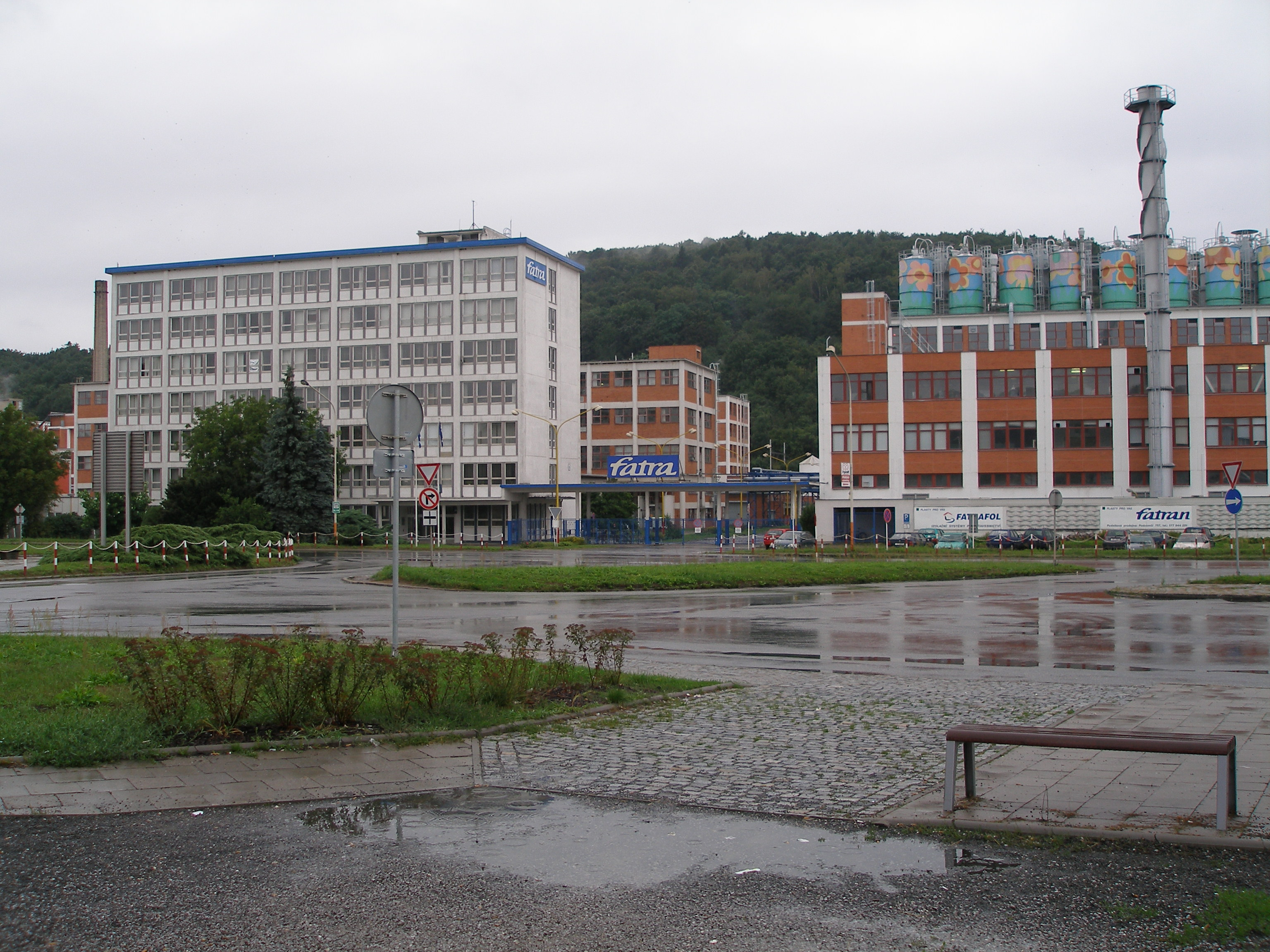
Podnik Fatra
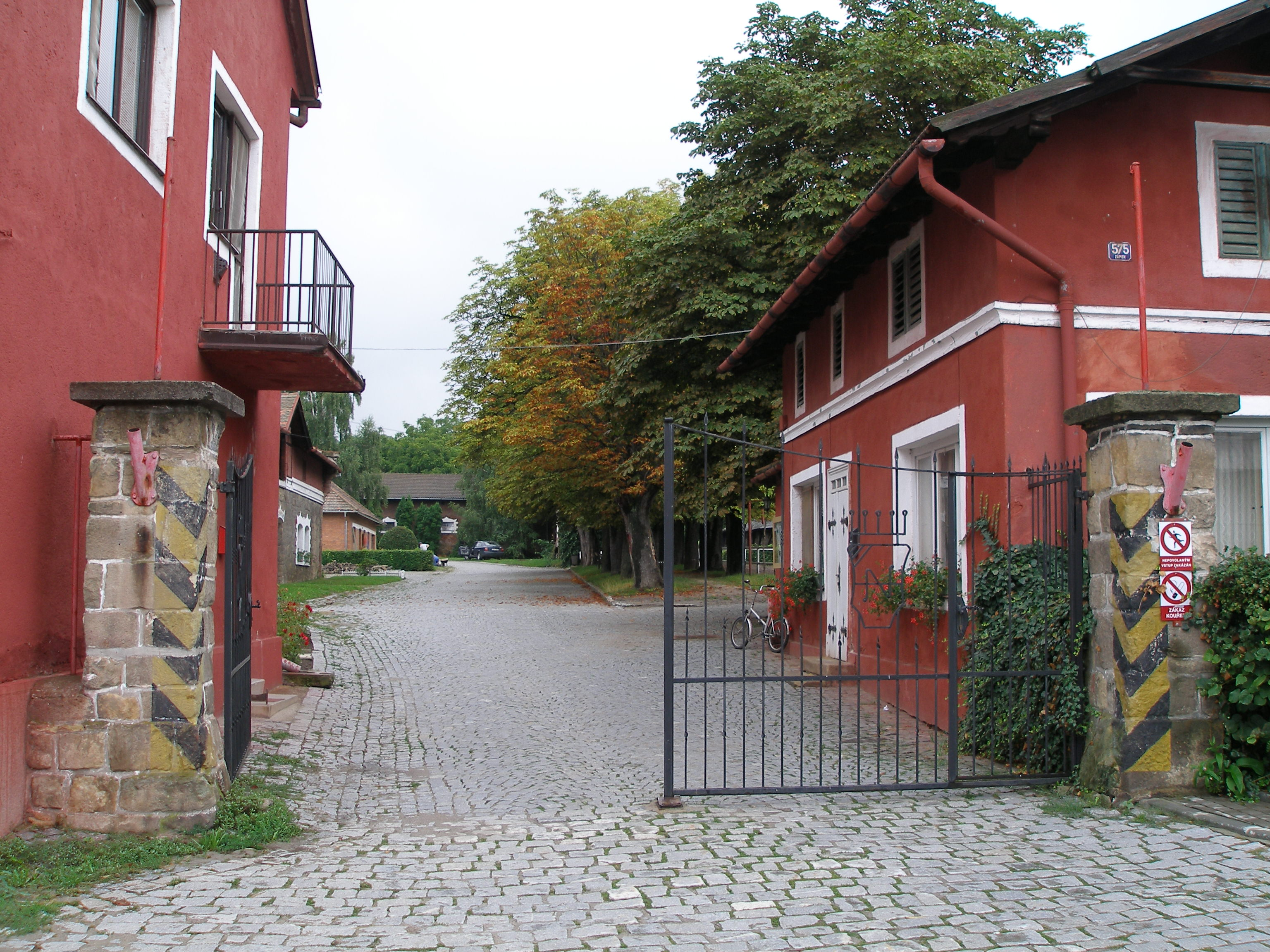
Hřebčín
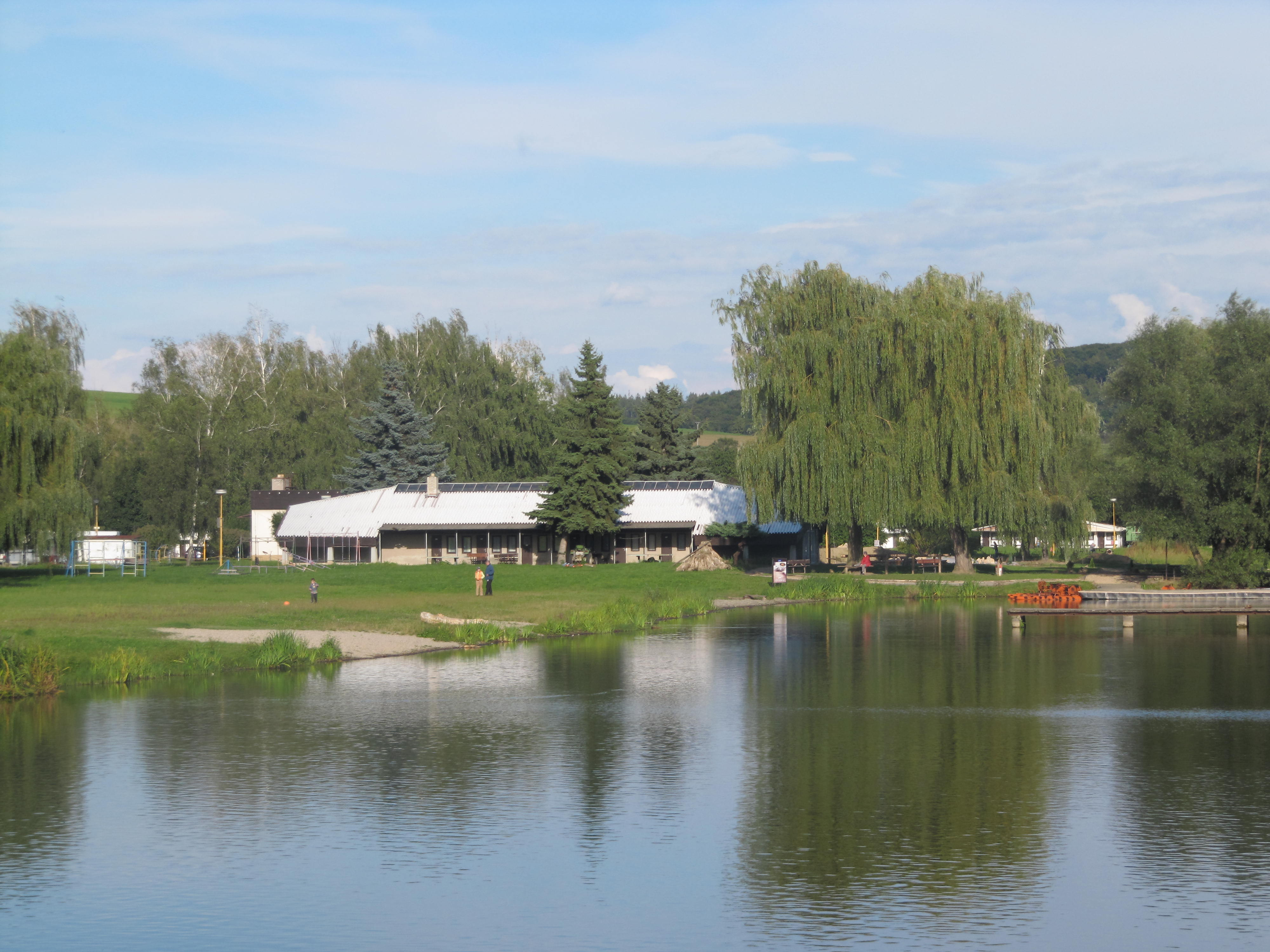
Rekreační středisko Pahrbek
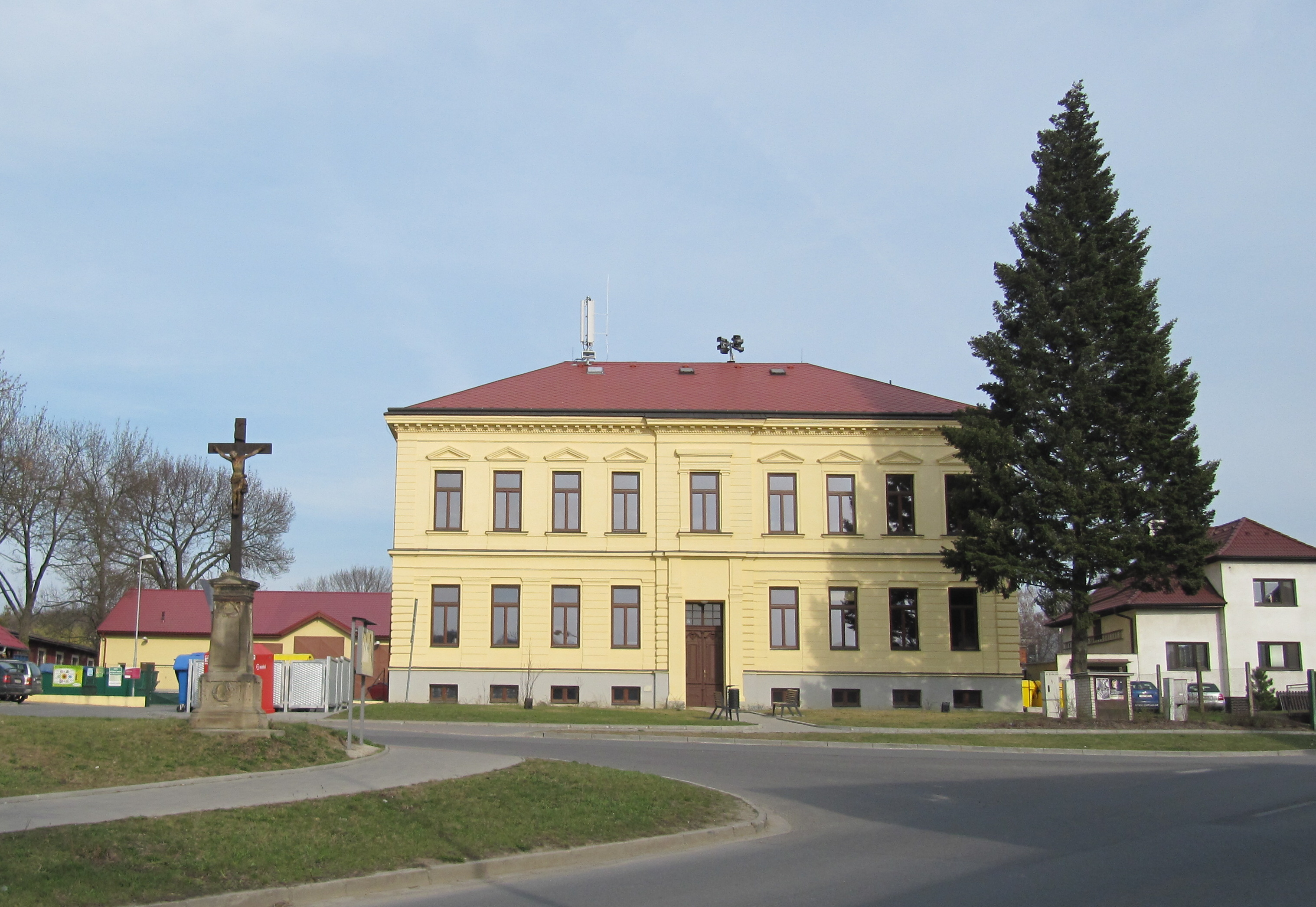
Technické služby města
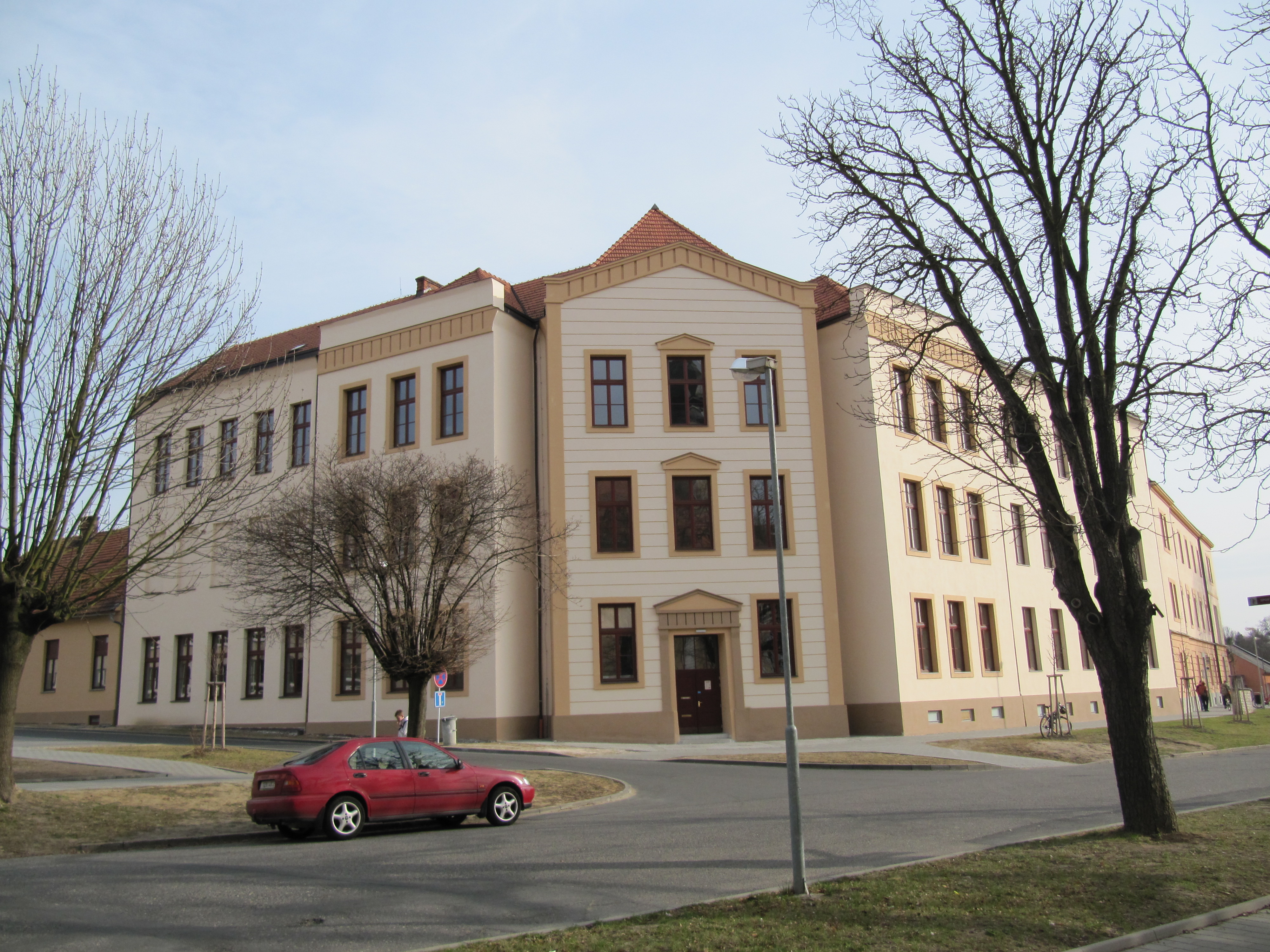
Knihovna Boženy Benešové, sídlící v klášteře